# Austropanurgus punctatus
Austropanurgus punctatus là một loài Hymenoptera trong họ Andrenidae. Loài này được Toro mô tả khoa học năm 1980.